# Ignacio Cuassolo
Ignacio Cuassolo (Villa del Rosario, Córdoba, 16 de junio de 1999) es un basquetbolista argentino. Con una altura de 2 metros, actúa en la posición de ala-pívot.

## Trayectoria
Formado en la cantera del club cordobés Hindú, en 2017 fue reclutado por Libertad de Sunchales. Fue asignado inicialmente a la escuadra de reserva que competía en la Liga de Desarrollo y en los torneos de la Asociación Rafaelina de Básquetbol. Debutó con el equipo superior en la Liga Nacional de Básquet en diciembre de 2018.
En septiembre de 2019 se unió a Zárate Basket, club con el que disputaría una temporada del Torneo Federal de Básquetbol.
Jugó la temporada 2021 de La Liga Argentina con Racing de Chivilcoy, regresando luego a Zárate Basket, ahora enrolado en la misma liga. Completó dos temporadas allí, siendo parte del plantel que consiguió el título en 2023.
Fue fichado por Pergamino Básquet en julio de 2023, equipo al que cambió por GEPU a mitad de temporada.

## Selección nacional
Cuassolo fue miembro de los seleccionados juveniles de básquetbol de Argentina, actuando en el Campeonato Sudamericano de Baloncesto Sub-15 de 2014, en el Campeonato FIBA Américas Sub-16 de 2015 y en el Campeonato Mundial de Baloncesto Sub-17 de 2016.